# دائرة الترجمة الشفوية في الأمم المتحدة

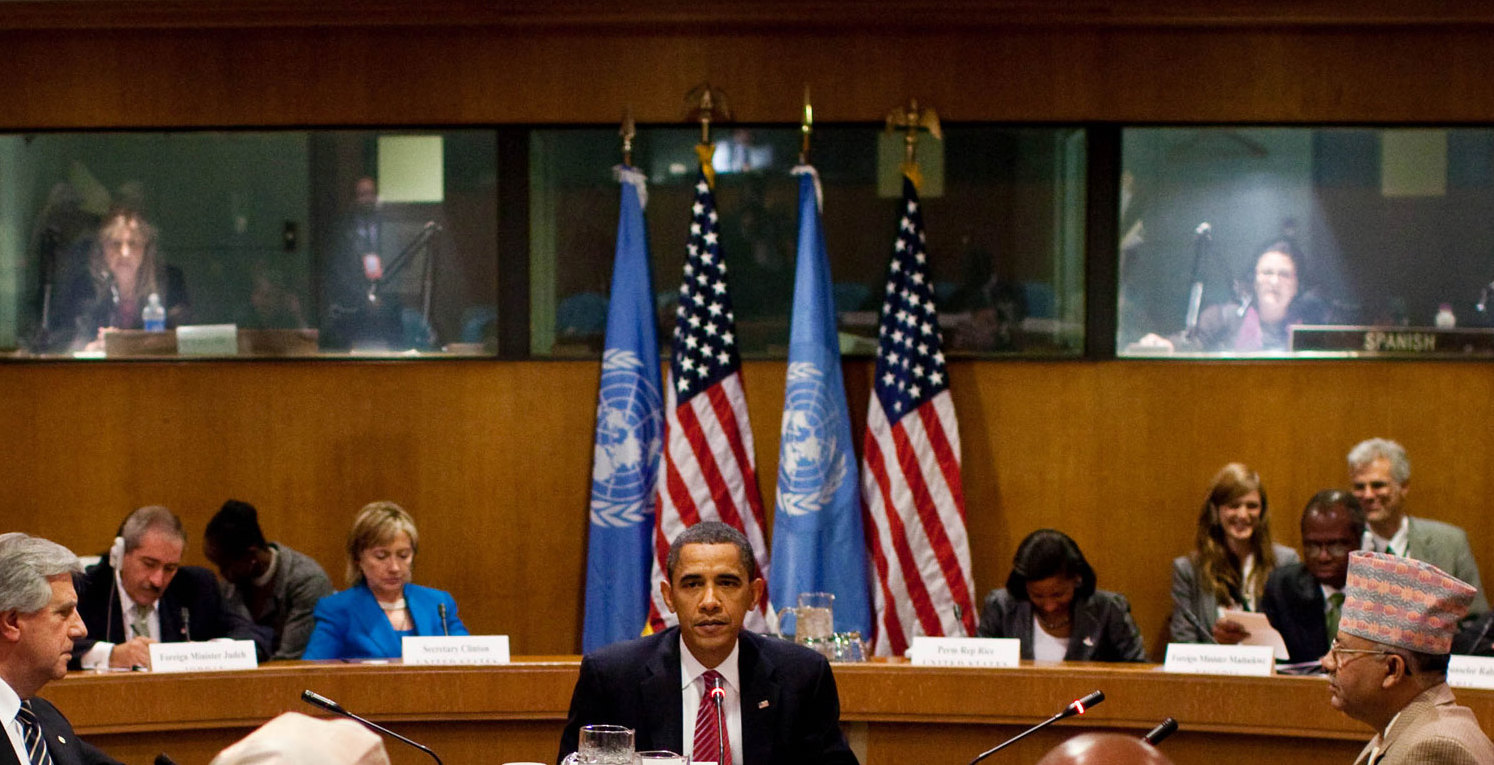
مقصورة للمترجمين الفوريين (أعلى) في اجتماع للأمم المتحدة عام 2009.

دائرة الترجمة الشفوية في الأمم المتحدة هي جزء من شعبة الاجتماعات والنشر التابعة لإدارة شؤون الجمعية العامة والمؤتمرات. وتتمثل مهمتها الأساسية في توفير الترجمة من وإلى اللغات العربية والصينية والإنجليزية والفرنسية والروسية والإسبانية للاجتماعات التي تعقد في مقر الأمم المتحدة، وتلك الموجودة في المواقع الأخرى التي تكون الإدارة مسؤولة عن تقديم الخدمات لها. الترجمة الفورية ضرورية للهيئات الحكومية الدولية من أجل حسن سير مداولاتها وحسن سيرها.

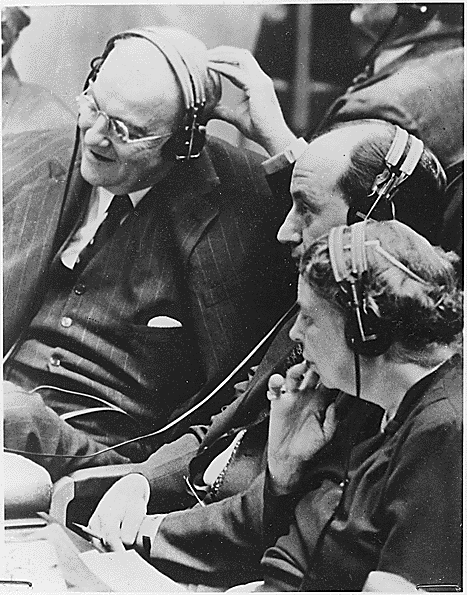
جون فوستر دالاس، وأدلاي ستيفنسون الثاني وإليانور روزفلت يستمعون إلى مترجمين فوريين في الأمم المتحدة في نيويورك، 1946

## التاريخ والتطور
إن إنشاء خدمة الترجمة الفورية - ومهنة الترجمة الشفوية نفسها - في الأمم المتحدة له صلة مباشرة بتطور العلاقات الدبلوماسية الدولية، وعصبة الأمم، ومحاكمات نورنبيرغ، وتأسيس الأمم المتحدة، وولادة التعدد الغوي داخل الأمم المتحدة نفسها.

### الأيام الأولى لمهنة الترجمة الفورية
معظم المترجمين الفوريين للأمم المتحدة كانوا بطبيعتهم متعددي اللغات الذين هجرتهم الحروب والثورات. لسنوات، كان المعيار الوحيد المستخدم لاختيار المترجمين الفوريين هو معرفة لغتين دوليتين يتعين على المترجمين التواصل بهما. تم العثور على تعدد اللغات بشكل أساسي في المجموعات الاجتماعية المتميزة، والموظفين الحكوميين والمهنيين في الإمبراطوريات الاستعمارية، وفي الدول القوية عسكريًا ودبلوماسيًا، وفي المنفيين السياسيين أو الأيديولوجيين، وفي أولئك الذين يغادرون بلدانهم مؤقتًا لأغراض أكاديمية، وفي أطفال الأزواج الذين يتحدثون لغات مختلفة .
بعد الستينيات، حدث تغيير في التركيبة الاجتماعية لمترجمي الأمم المتحدة. بدأت الأمم المتحدة في تجنيد وتدريب المترجمين الفوريين المحتملين الذين يتحدثون لغة واحدة منذ ولادتهم، لكنهم تعلموا اللغات وتخصصوا فيها. لم يأتِ هذا الجيل من المترجمين الفوريين من مجموعات مميزة أو خلفيات هجرة معقدة.
على عكس البدايات الأولى للمهنة، كانت هناك أيضًا إضافة تدريجية للنساء في مجال الترجمة الفورية للمؤتمرات.

### ترجمة المؤتمرات الحديثة
في عصبة الأمم وأثناء مؤتمر سان فرانسيسكو (1945) قبل التأسيس الرسمي للأمم المتحدة، لعب المترجمون الفوريون دورًا حيويًا في الاجتماعات. في الترجمة الشفوية المتتالية، تحدث المترجمون الفوريون في المؤتمر من نفس المنصة مثل المتحدثين الأصليين، بحيث يتوقف المتحدث بشكل دوري حتى يتمكن المترجم من ترجمة ما قيل للتو بينما كان المشاركون في الاجتماع ينظرون ويستمعون إلى المترجم الفوري. غالبًا ما كان المترجمون في المؤتمرات يتعرفون على جماهير مختارة أو كبيرة ووسائل الإعلام. في أواخر الأربعينيات وأوائل الخمسينيات من القرن الماضي، قدم مسؤولو الأمم المتحدة الترجمة الفورية كطريقة مفضلة لغالبية اجتماعات الأمم المتحدة لأنها وفرت الوقت وحسنت جودة المخرجات. ظهرت الترجمة الفورية - وهو الوضع الذي حصر المترجمين الفوريين في مقصورات مغطاة بالزجاج مع سماعات الأذن والميكروفونات - في عشرينيات وثلاثينيات القرن الماضي عندما طور رجل الأعمال الأمريكي إدوارد فيلين والمهندس البريطاني أ. جوردون فينلي معدات الترجمة الفورية مع شركة آي بي إم،  و كما تم استخدامها في محاكمات جرائم الحرب النازية بعد الحرب العالمية الثانية التي عقدت في نورنبرغ بألمانيا.

## محطات العمل التابعة للأمم المتحدة مع مكاتب خدمات الترجمة الشفوية أو اللغوية
- مقر الأمم المتحدة، مدينة نيويورك، الولايات المتحدة
- مكتب الأمم المتحدة في جنيف، سويسرا
- مكتب الأمم المتحدة في فيينا، النمسا
- مكتب الأمم المتحدة في نيروبي، كينيا
- لجنة الأمم المتحدة الاقتصادية لأفريقيا، أديس أبابا
- لجنة الأمم المتحدة الاقتصادية والاجتماعية لآسيا والمحيط الهادئ، بانكوك، تايلاند
- لجنة الأمم المتحدة الاقتصادية والاجتماعية لغربي آسيا، بيروت، لبنان
- لجنة الأمم المتحدة الاقتصادية لأمريكا اللاتينية ومنطقة البحر الكاريبي، سانتياغو، تشيلي

## الهيكل التنظيمي
تتكون خدمة الترجمة الشفوية في الأمم المتحدة من الموظفين التاليين:
- رئيس الخدمة (كبير المترجمين الفوريين) (1)
- الطاقم الإداري (الأمناء أو مساعدو خدمات الاجتماعات)
- رؤساء الأقسام (رؤساء مقصورات الترجمة أو رؤساء الأقسام) (6)
- المترجمون الفوريون ( الدائمون والمستقلون)

## أقسام خدمة الترجمة

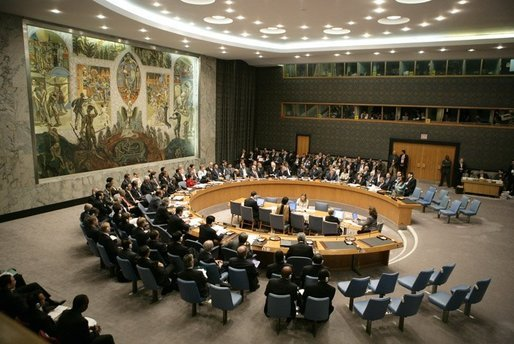
مقصورات المترجمين الفوريين للأمم المتحدة (أعلى اليمين) خلف جلسة مجلس الأمن الجارية

تنقسم خدمة الترجمة الشفوية للأمم المتحدة إلى الأقسام التالية:.
- قسم اللغة العربية
- قسم اللغة الصينية
- قسم اللغة الإنجليزية
- قسم اللغة الفرنسية
- قسم اللغة الروسية
- قسم اللغة الاسبانية

## تسلسل نظام الترجمة
1. يتحدث المتحدث إلى "ميكروفون نظام المناقشة" المتصل بنظام مركزي.
2. يقوم نظام التحكم المركزي بتوزيع الإشارة على الجمهور الذي لا يحتاج إلى ترجمة وإلى المترجم الفوري.
3. يتم وضع وحدات التحكم الصوتية في مقصورات الترجمة الفورية. يتلقى المترجمون الفوريون الإشارة، ولا يزالون قادرين على التقاط بيئة الاجتماع.
4. يتحدث المترجم إلى جهاز الإرسال الخاص به وتعود الإشارة إلى وحدة التحكم المركزية.[8]

## المترجمون الفوريون والتصوير السينمائي للأمم المتحدة

### سينما
- ذا إنتربريتر، 2005
- فن الحرب، 2000
- الأحجية، 1963

### ذات الصلة بالوظيفة
- المترجمون الفوريون في الأمم المتحدة: تاريخ بقلم خيسوس بايغوري جالون.(ردمك 84-7800-643-5)رقم ISBN 84-7800-643-5
- Lapretación de conferencias: el nacimiento de una profesión، de Paris a Nuremberg بواسطة Jesús Baigorri-Jalón.(ردمك 84-8444-055-9)رقم ISBN 84-8444-055-9
- من الروسية إلى الإنجليزية: مقدمة للترجمة الفورية بقلم لين فيسون ، مترجم الأمم المتحدة.(ردمك 0-87501-095-4)رقم ISBN 0-87501-095-4
- دليل موجز عن من الروسية إلى الإنجليزية: مقدمة للترجمة الفورية بقلم لين فيسون ، مترجم الأمم المتحدة.(ردمك 0-87501-095-4)رقم ISBN 0-87501-095-4
- التفسير: تقنيات وتمارين بواسطة مترجم الأمم المتحدة جيمس نولان. صلب(ردمك 1-85359-791-0) ، غلاف عادي(ردمك 1-85359-790-2) ، كتاب إلكتروني(ردمك 1-85359-792-9)
- المزيد من المنشورات حول الترجمة الفورية والترجمة

### خيال
- المترجم: رواية ، بقلم سوكي كيم ، بيكادور ؛ طبعة معاد طبع ، 1 يناير 2004 ، 464 صفحة -(ردمك 0-312-42224-5) ؛(ردمك 978-0-312-42224-0)
- المترجم Alice Kaplan ، Fiction ، Free Press ، 30 أغسطس 2005 ، 256 صفحة -(ردمك 0-7432-5424-4)
- المترجم لسوزان جلاس ، خيال ، دائرة بلانتين ريدر ، بلانتين ، طبعة طبع ، 17 يونيو 2003 ، 336 صفحة ،(ردمك 0-345-45024-8) ؛(ردمك 978-0-345-45024-1)

## روابط خارجية
- دائرة الترجمة الشفوية بمكتب الأمم المتحدة في جنيف ، شعبة خدمات المؤتمرات ، استرجعت في 8 حزيران / يونيه 2007
- "Interpreters: Inside the Glass Booth" بقلم إلسا ب. إندرست ، وقائع الأمم المتحدة ، منشورات الأمم المتحدة (1991) ، مجموعة غيل (2004) ، تاريخ الاسترجاع: 28 أيار / مايو 2007